# Antoine Bonne-Chevant
Antoine Bonne-Chevant est un homme politique français né le 11 août 1769 à Lamontgie (Puy-de-Dôme) et mort le 18 septembre 1851 à Brioude (Haute-Loire).

## Biographie
Propriétaire, adjoint au maire de Brioude, il est député de la Haute-Loire en 1815, lors des Cent-Jours. Il est sous-préfet de Brioude de 1830 à 1832.

## Sources
- « Antoine Bonne-Chevant », dans Adolphe Robert et Gaston Cougny, Dictionnaire des parlementaires français, Edgar Bourloton, 1889-1891 [détail de l’édition]